# Мюллер, Томас (инженер)
Томас Мюллер (англ. Thomas Mueller) — американский инженер, конструктор ракетных двигателей. Сотрудник ракетно-космической компании SpaceX с момента основания. Известен работой над двигателем TR-106, двигательной установкой космического корабля Dragon и семейством ракетных двигателей Merlin. Является одним из ведущих специалистов по двигателям космических аппаратов, имеет несколько патентов США в области ракетного двигателестроения.

## Ранние годы
Родился в Сент-Мэрис, штат Айдахо. Его отец был лесорубом, и Мюллер хотел также выбрать эту профессию. Свою биографию Мюллер сравнивает с биографией инженера НАСА Хомера Хикэма, который также вырос в рабочей семье, но в итоге стал инженером вместо того, чтобы следовать по стопам своего отца. В детстве Мюллер увлекался ракетомоделизмом и даже сконструировал аппарат на основе кислородно-ацетиленового сварочного аппарата, обнаружив, что добавление в горючую смесь воды увеличивает тягу.
Мюллер в течение четырёх лет работал лесорубом, чтобы оплатить учёбу в школе. Затем c 1979 по 1985 годы он учился в Айдахском университете, где получил степень бакалавра в области машиностроения. После окончания университета переехал в Калифорнию, отклонив предложения работы в Айдахо и Орегоне. В Калифорнии на ярмарке вакансий нашёл работу в производстве спутников, а затем занялся разработкой жидкостных ракетных двигателей. Образование Мюллер продолжил в Университете Лойола Мэримаунт, где в 1992 году получил степень магистра в области машиностроения колледжа науки и техники имени Фрэнка Р. Сивера.

## Карьера

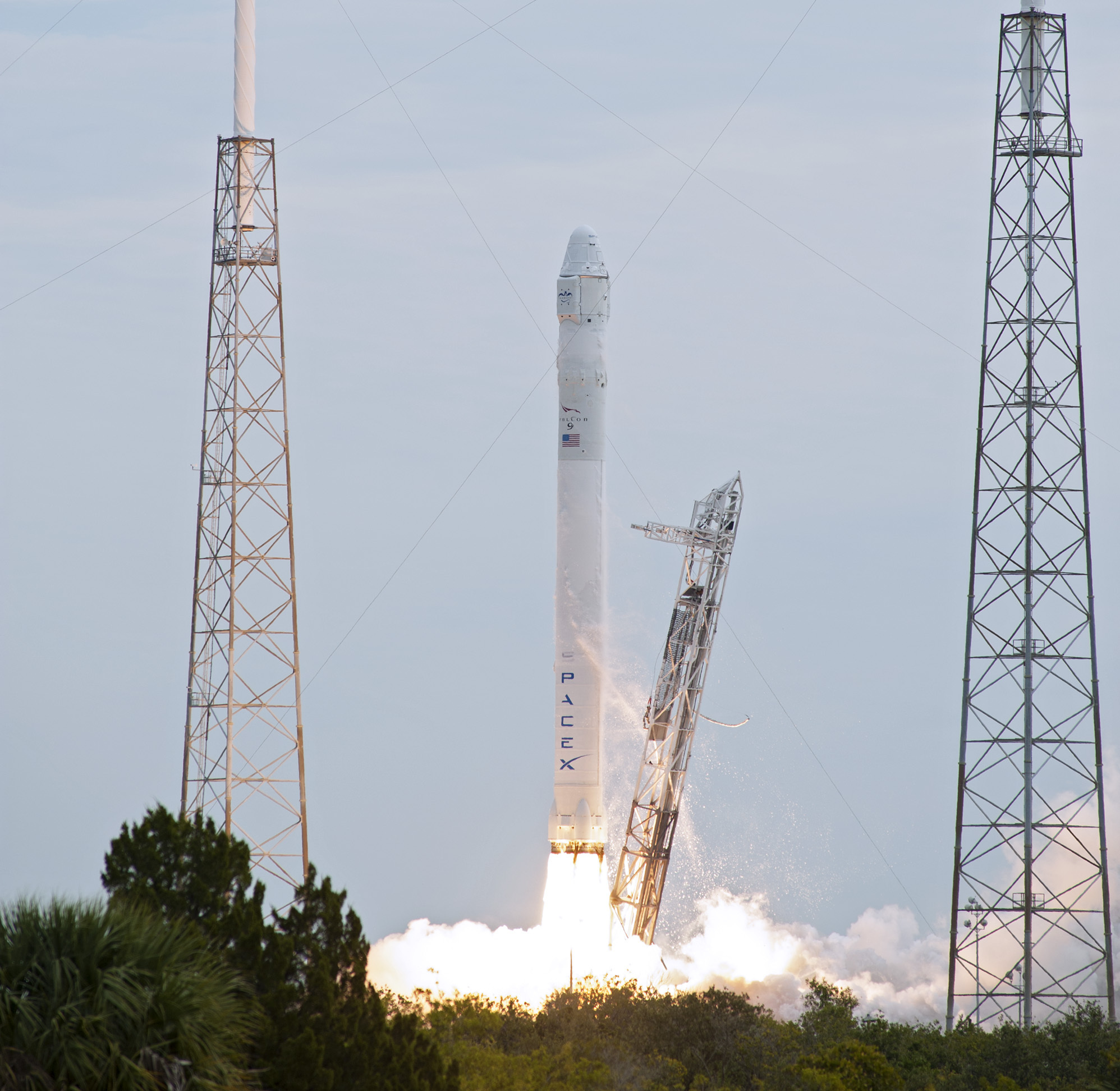
Космический корабль Dragon стартует на ракете Falcon 9 v1.0 с ракетными двигателями Merlin, созданными Томом Мюллером

В течение 15 лет Мюллер работал в TRW Inc., группе компаний, работающей в аэрокосмической, автомобильной, финансовой и электронной отраслях. Он работал в отделе двигательных установок, где отвечал за разработку жидкостных ракетных двигателей. Как ведущий инженер, он руководил созданием кислородно-водородного двигателя TR-106 с тягой 2900 кН, ставшим на тот момент одним из самых мощных построенных двигателей. В период работы в компании TRW Мюллер чувствовал, что его идеи теряются из-за разносторонних интересов корпорации, поэтому в качестве личного увлечения он начал строить свои собственные двигатели. Эти двигатели предназначались для авиационной платформы, которую он планировал запустить в пустыне Мохаве вместе с другими членами Общества реактивных исследований (англ. Reaction Research Society).
В конце 2001 года Мюллер начал разрабатывать жидкостный ракетный двигатель в своем гараже, а в 2002 году перенёс работы на склад друга. Эта конструкция была крупнейшей среди жидкостных ракетных двигателей, созданных любителями, имела массу 36 кг и создавала тягу в 58 кН. Работа Мюллера привлекла внимание Илона Маска, и в 2002 году Мюллер был принят среди первых сотрудников в новую компанию SpaceX.
В настоящее время Мюллер занимает должность технического директора по двигателям, отвечая за разработку всех двигателей компании, включая двигательную установку космического корабля Dragon и семейство ракетных двигателей Merlin космической ракеты-носителя Falcon 9. Двигатель Merlin является наиболее эффективным углеводородным двигателем, созданным в США, и первым углеводородным двигателем, разработанным в США за последние 40 лет. Также Мюллер спроектировал двигатели Merlin 1A и Kestrel для ракеты Falcon 1, первой жидкостной ракеты, запущенной на орбиту частной компанией, а также руководил командой, которая разработала двигатели Merlin 1C, Merlin 1D и MVac для ракеты Falcon 9 c возвращаемой первой ступенью.
В 2013 году Мюллер произнёс речь перед выпускниками Университета Лойола Мэримаунт — в тот год SpaceX стала первой частной компанией, доставившей груз на Международную космическую станцию. В 2011 году ему была посвящена статья Rocket Man, опубликованная в университетском журнале LMU Magazine. В 2014 году Мюллер был номинирован на Премию Уайлд Американского института аэронавтики и астронавтики (англ. American Institute of Aeronautics and Astronautics) за выдающиеся достижения в разработке и применении ракетных двигательных систем.